# سنتريس (المنوفية)
سنتريس إحدى قرى مركز أشمون التابع لمحافظة المنوفية بجمهورية مصر العربية، ومن أعلامها زكي مبارك أحد رواد التعليم في مصر، والمبتهل محمد الطوخي والممثل ممدوح عبد العليم والممثلة زوزو حمدي الحكيم.

## التاريخ
ذكر محمد رمزي في كتابه القاموس الجغرافي للبلاد المصرية أن سنتريس من القرى القديمة، واسمها الأصلي «سبتريس»، حيث ورد اسمها في «قوانين ابن مماتي» وفي «تحفة الإرشاد» وكذلك ذكرها ابن دقماق في كتاب «الانتصار لواسطة عقد الأمصار» ضمن الأعمال البحرية، وأن مساحتها 2,073 فدان، وذكرها ابن الجيعان في كتابه «التحفة السنية بأسماء البلاد المصرية»، أن «سبتريس والمعصرة كفرها» من الأعمال المنوفية، وأن مساحتها 2,510 فدان. وورد ذكر سبتريس أيضًا في كتاب وقف السلطان الأشرف برسباي سنة 841هـ/1437م. أما اسمها الحالي سنتريس، فورد في تأريخ سنة 1228هـ/1813م.

## السكان
بلغ عدد سكان سنتريس 19,612 نسمة، حسب الإحصاء الرسمي لعام 2006.